# Ettore Fenderl
Ettore Fenderl (Trieste, 12 febbraio 1862 – Vittorio Veneto, 23 novembre 1966) è stato un ingegnere, inventore e filantropo italiano.

## Biografia
Ettore Fenderl conseguì il diploma di ingegneria a Vienna e di ingegnere civile al Politecnico di Milano. Per un periodo fu al servizio della Regia Marina presso il Genio militare di Sassari e allora redasse una Monografia sulla Colonizzazione Interna della Sardegna per conto del Ministero. Avanzò anche alcune proposte di recupero per la residenza di Garibaldi a Caprera.
Tornato poi nell'Impero austro-ungarico, si interessò particolarmente del settore industriale. A Vienna pubblicò l'opuscolo Hauptmomente Acetylen und Carbid Industrie ("Ciò che più interessa nell'industria dell'acetilene e del carburo") e fondò uno studio di Ingegneria Civile.  Nel 1898 brevettò un tipo di centrale per la produzione dell'acetilene che venne applicato ad una dozzina di impianti tra l'Austria e la Russia.
Nel 1906 progettò il palazzo del Ministero della Marina austriaca. Nel 1909 si interessò alla regolazione del traffico nella città interna di Vienna, proponendo progetti e tenendo conferenze in particolare sulla metropolitana. Ricoprì inoltre le cariche di giudice di pace (1905) e ingegnere autorizzato (1915).
Dal 1912 cominciò ad interessarsi di radioattività, applicandola alle strumentazioni ottiche.
Dopo la Grande Guerra, anche per la stretta sorveglianza a cui era sottoposto il suo lavoro, tornò in Italia e contribuì alla nascita dell'Istituto Statale di Radioattività Italiano dove operò anche il giovane Enrico Fermi. Qui fondò anche la Fenderlux una sua società che realizzava apparecchiature ottiche per scopi militari. Si iscrisse in seguito al partito fascista.
Nel 1936 si ritirò a vita privata acquistando una proprietà a Vittorio Veneto. Nel 1950 istituì la Fondazione Flavio ed Ettore Fenderl con scopi benefici. Come volle lui stesso, alla sua morte i suoi terreni furono adibiti ad uso sociale tramite la realizzazione del Parco Fenderl.
La sua salma riposa nel cimitero di Sant'Andrea a Vittorio Veneto, in un tablino tombale progettato dallo stesso Fenderl “…i due disegni originali di questo Tablino Tombale, concepiti e disegnati da me stesso, Ing. Fenderl, con precisione millimetrica in tutti i suoi dettagli, senza attrezzature, utilizzando semplicemente due pezzi di carta millimetrata. Sono costretto a queste meticolose precisioni perché, in oltraggio alla mia creazione, si è già ripetutamente tentato di plagiarla…”.

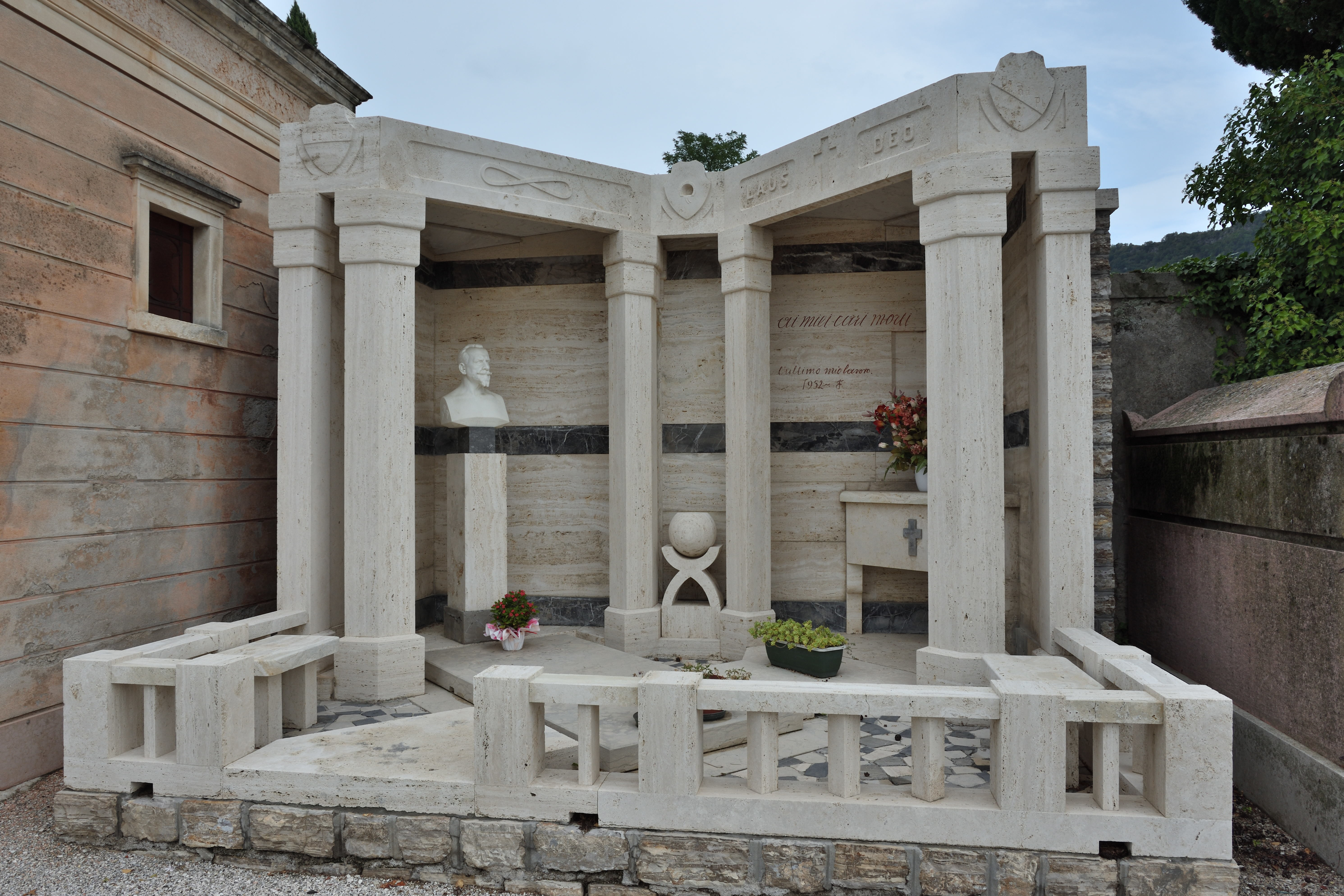
Tomba di Ettore Fenderl presso il cimitero della parrocchia di Sant'Andrea a Vittorio Veneto

### I coriandoli
Fenderl si è attribuito l'invenzione dei coriandoli: secondo un racconto da lui stesso riferito (e riportato anche in un'intervista alla radio Rai del 1957), per festeggiare il Carnevale del 1876 avrebbe ritagliato dei triangolini di carta in quanto non aveva il denaro per comprare i confetti di gesso allora in uso.